# Pirokineza
Pojam pirokineza dolazi od grčkih riječi πυρ (pûr, što znači vatra ili svjetlost) i κίνησις (kinesis, što znači kretanje). Doslovno znači "pokretanje vatre", ali danas se koristi kao pojam za stvaranje i kontroliranje vatre koristeći snagu uma.
Pirokineza se danas često spominje u fikciji. Mnogi superjunaci imaju sposobnost kontroliranja i stvaranja vatre. U knjizi Stephena Kinga "Firestarter" djevojčica Charlie McGee ima sposobnost pirokineze, zatim u videoigrama likovi Super Mario i Luigi, te u Marvelovim stripovima likovi kao što je Pyro može kontrolirati vatru, ali ne i stvarati je.